# Mali Lovrečan
Mali Lovrečan is een plaats in de gemeente Cestica in de Kroatische provincie Varaždin. De plaats telt 67 inwoners (2001).